# كريستين ماري جنسن
كريستين ماري جنسن (بالدنماركية: Kristine Marie Jensen)‏ هي طباخة وكاتِبة دنماركية، ولدت في 17 يوليو 1858 في راندرس في الدنمارك، وتوفيت في 7 فبراير 1923 في كوبنهاغن في الدنمارك.